# Церковна провінція

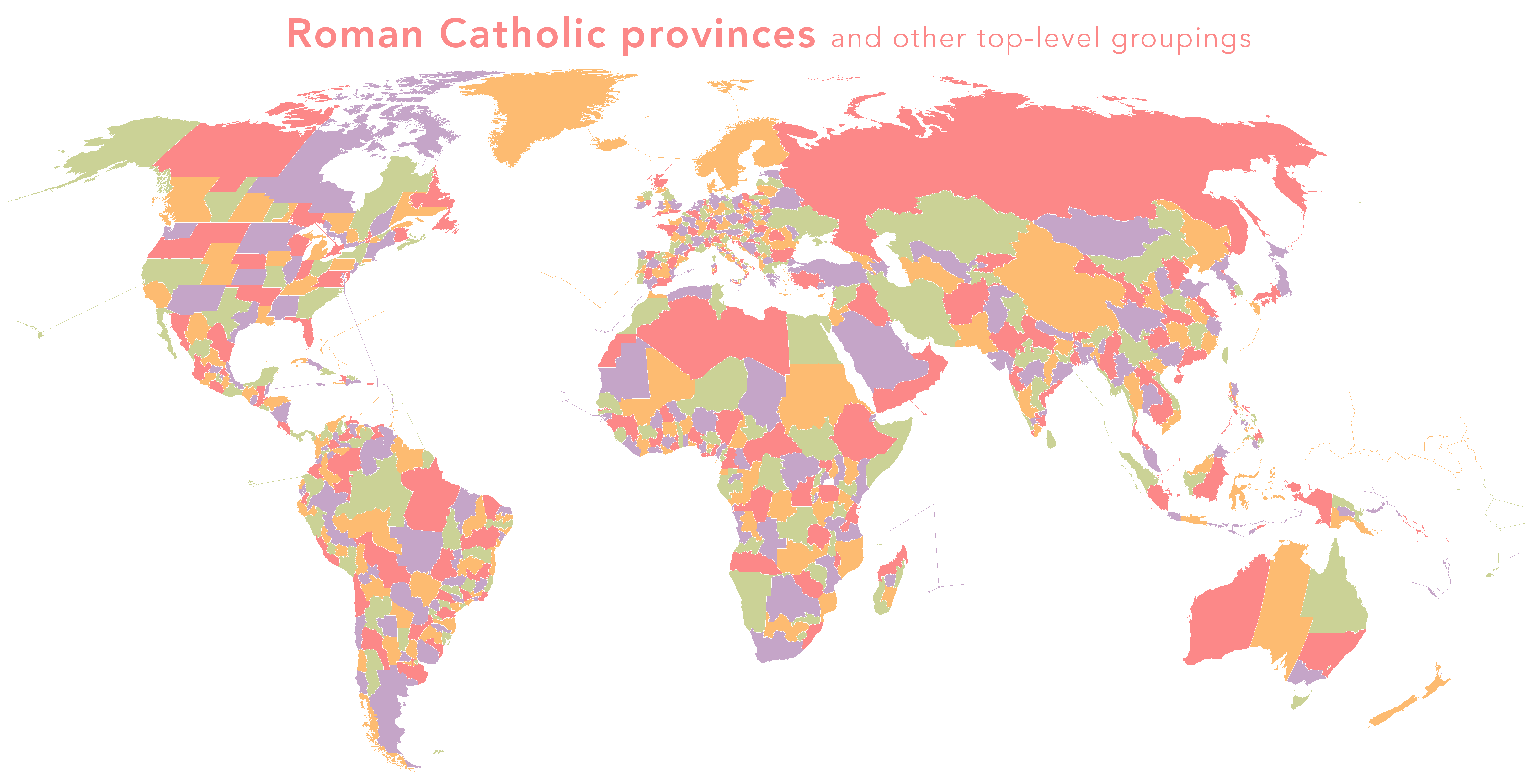
Карта церковних провінцій Католицької церкви.

Церко́вна прові́нція (лат. і італ. provincia ecclesiastica; англ. ecclesiastical province, ісп. provincia eclesiástica) — у християнстві церковна адміністративно-територіальна одиниця, що підпорядковується архієпископу або митрополиту. Складається з архієпископства (архідіоцезії або архієпархії) і декількох єпископств (діоцезій або єпархій). Зазвичай, центром церковної провінції є місто, де розташована катедра архієпископа. Перші церковні провінції існували в Східній Римській імперії: Сирійська з центром в Антиохії, Азійська з центром в Ефесі, Єгипетська з центром в Александрії, Італійська з центром у Римі. Церковні провінції існують в католицькій, англіканській, деяких православних і протестантських церквах.